# Гуннский язык
О языке азиатских хуннов см. Язык хунну
Гу́ннский язы́к — вымерший язык гуннов. Известен по отдельным словам в греческой, латинской или китайской передаче. С XVIII века бытует гипотеза, относящая гуннский язык к тюркским языкам (Жозеф де Гинь). Со временем в гуннах стали подчеркивать угорский (М. И. Артамонов) и иранский компонент (С. А. Плетнева). Однозначно ираноязычными были белые гунны. Данные палеогенетики (редкая гаплогруппа Q) позволили предположить, что гуннский язык мог относиться к «вымершей лингвистической группе»[неизвестный термин]. К настоящему времени научно доказанной гипотезы о происхождении этого языка не существует. Существуют различные взгляды на то, к какой языковой семье его относить. Предположительно, этот язык мог быть алтайским, уральским, енисейским (А. П. Дульзон), монгольским (Ж. Дегинь) или тюркским.
По мнению О. А. Мудрака, слова из древнекитайских источников, атрибутированные как «гуннские», являются похожими на слова из булгарской подгруппы тюркских языков.
Язык европейских гуннов известен только по личным именам их вождей, и по трём словам явно «сатемного» индоевропейского происхождения в латинской передаче: medos (медовуха), kamos (напиток из ячменя) и strava (поминальное пиршество). По мнению О. Менхен-Хельфена, якобы «гуннское» слово «strava» на самом деле попало в работы древних историков (Иордана и Приска Панийского) от информантов, говоривших на языке, близком к праславянскому.
Гуннские имена: Руа; Эсла; Аттила, Бледа; Эскам; Крека; Басих, Курсих; Берих; Зеркон; Хелхал; Эллак; Эрнак; Эмнетзур и Ултзиндур.
Существование письменности у гуннов возможно (на что, в частности, есть указания у Приска Панийского), но на данный момент памятники этой письменности не были найдены.